# Liberal Animation
Liberal Animation to pierwsze wydawnictwo punkowej grupy NOFX. Płyta została opublikowana w roku 1988 przez wytwórnię Wassail Records. W roku 1991 doczekała się reedycji przez Epitaph Records. Tytuł albumu jest parafrazą "Animal Liberation" do czego nawiązuje grafika na okładce. 
Do dwóch piosenek z tego krążka - "Shut Up Already" i "Mr. Jones" - nakręcono amatorskie teledyski.

## Lista utworów
Wszystkie piosenki autorstwa Fat Mike'a, chyba że napisano inaczej.
1. "Shut Up Already" - 2:44
2. "Freedumb" - 0:45
3. "Here Comes The Neighborhood" - 2:58 (Muzyka autorstwa Fat Mike'a i Erica Melvina)
4. "A200 Club" - 1:55
5. "Sloppy English" - 1:20
6. "You Put Your Chocolate In My Peanut Butter" - 2:31 (Muzyka autorstwa Fat Mike'a i Erica Melvina)
7. "Mr. Jones" - 3:18 (Muzyka autorstwa Fat Mike'a i Erica Melvina)
8. "Vegetarian Mumbo Jumbo" - 3:32 (Muzyka autorstwa Fat Mike'a i Erica Melvina)
9. "Beer Bong" - 2:30
10. "Piece" - 1:35
11. "I Live In A Cake" - 1:09 (Tekst autorstwa Erica Melvina, muzyka autorstwa Fat Mike'a i Erica Melvina)
12. "No Problems" - 1:20
13. "On The Rag" - 1:42
14. "Truck Stop Blues" - 3:03 (Muzyka autorstwa Dave'a Casillasa, tekst autorstwa Erica Melvina)

## Twórcy
- Fat Mike - wokal, gitara basowa
- Eric Melvin - gitara
- Dave Cassilas - gitara
- Eric Sandin - perkusja